# Beat Presser

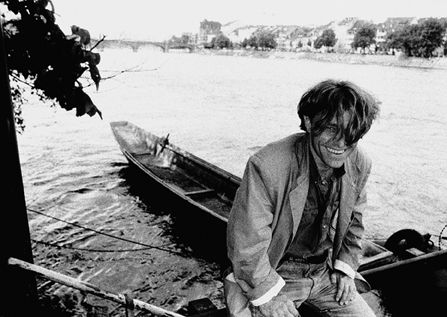
Beat Presser in seiner Heimatstadt Basel (2017)

Beat Presser (* 14. Juli 1952 in Basel) ist ein Schweizer Fotograf.

## Leben
Bereits im Alter von 15 Jahren beschloss Presser Fotograf zu werden.
Im Jahr 1972 unternahm  er eine mehrmonatige Weltreise durch den Nahen Osten, Afrika und  Südostasien. In Hongkong lernte er Walter Kägi kennen, der ihm den Kontakt zum Modefotografen Onorio Mansutti vermittelte. Presser begann 1973 bei Mansutti in Basel eine Ausbildung als Fotograf, die er 1974 in Paris bei Peter Knapp fortsetzte. Ab 1975 folgte eine Ausbildung zum Kameraassistenten für 16 mm und 35 mm in Basel. Nach einer kurzen Tätigkeit als Matrose arbeitete Presser unter anderem in New York.
Seine erste eigene Fotoausstellung Daydreams and Nightmares hatte Presser 1976 in der Basler Daniel Blaise Thorens Gallery. Danach war er in Paris für verschiedene Modefotografen tätig und verlegte das Fotomagazin Palm Beach News (später The Village Cry). 1979 zog Presser nach Bangkok, wo er in einer Werbeagentur als Creative Director angestellt war. Danach kehrte er nach Europa zurück, wo er unter anderem mit Cyrille Kazis, Jacques Herzog, Pierre de Meuron und Mischa Schaub zusammenarbeitete.
In den 1980er Jahren arbeitete Presser eng mit dem Regisseur Werner Herzog und dem Schauspieler Klaus Kinski zusammen. So dokumentierte er die Entstehung der Filme Fitzcarraldo (1982) und Cobra Verde (1987). Die während der Zusammenarbeit mit Herzog und Kinski entstandenen Fotos bildeten die Basis mehrerer von Presser veröffentlichter Bildbände und Ausstellungen, mit denen er weltweit auf Tournee ging.
Sein erstes Buch Coming Attractions erschien 1983. Ab 1988 folgten mehrere Aufenthalte in Madagaskar. Gemeinsam mit seiner Lebensgefährtin Vera Pechel entstand die fotografische Geschichte Vom Feuer zur Religion. Das Werk wurde ab 1991 in Basel, Berlin, Bordeaux, Stuttgart, Worpswede und Dakar ausgestellt.
Pressers Wanderausstellung Andohahela wurde 2001 in zwölf Städten in Madagaskar gezeigt und zog über 100.000 Besucher an. Im September 2003 erhielt Presser den Hasselblad Masters Fotopreis.
Im Auftrag des Goethe-Institutes organisierte Presser wiederholt Fotografie- und Filmworkshops in Südamerika, Indien, Asien und Afrika.

## Ausstellungen (Auswahl)

### Einzelausstellungen
- 2011: Beat Presser – Klaus Kinski en America del Sur, Museo de Arte Moderno de Bogotá, Bogota
- 2018: Einmal um die Welt. Fotografien von Beat Presser, Kunsträume Michael Horbach Stiftung, Köln

### Gruppenausstellungen
- 2007: Beat Presser – Ecstatic Truth: Documenting Herzog Documenting, Slought Foundation, Philadelphia
- 2007: Blumen für Anita, Museum Tinguely, Basel
- 2010 Regionale – The Village Cry, Kunsthalle Basel

## Werke
- Beat Presser: Coming attractions. 1. Auflage. IAC, Basel 1983.
- Werner Herzog, Beat Presser: Cobra Verde. Filmbuch. 1. Auflage. Edition Stemmle, Schaffhausen, Zürich, Frankfurt/M., Düsseldorf 1987.
- Beat Presser: Kinski. porträtiert von Beat Presser. 1. Auflage. Parthas, Berlin 2000, ISBN 3-932529-80-4.
- Beat Presser: Alpentraum. 2. Auflage. Christoph-Merian-Verlag, Basel 2002, ISBN 3-85616-181-3.
- Herbert Achternbusch, Beat Presser: Werner Herzog. 1. Auflage. Jovis, Berlin 2002, ISBN 3-936314-31-4.
- Beat Presser: Oase der Stille. 1. Auflage. Benteli, Wabern/Bern 2005, ISBN 978-3-7165-1396-5.
- Beat Presser: Kinski: fotografiert von Beat Presser; Nikolaus Günther Nakszynski. 1. Auflage. Moser, München 2011, ISBN 978-3-9814177-1-5.
- Werner Herzog, Beat Presser, Vera Pechel: Dhau: Beatus Piratus auf Sindbads Spuren. 1. Auflage. Moser, München 2011, ISBN 978-3-9812344-7-3.